# Kolonia Szczenurze
Kolonia Szczenurze (Szczenurze-Kolonia, kaszb. Szczénurzé-Kòlonijô) – nieoficjalna nazwa kolonii wsi Szczenurze w Polsce położona w województwie pomorskim, w powiecie lęborskim, w gminie Wicko.
W latach 1975–1998 miejscowość administracyjnie należała do województwa słupskiego.